# Bułgarskie odznaczenia

## Republika Bułgarii (od 1990)
| Baretka | Nazwa                                                  |
| ------- | ------------------------------------------------------ |
|         | Order Stara Płanina                                    |
|         | Order śś. Cyryla i Metodego                            |
|         | Order Zasługi Cywilnej                                 |
|         | Order Zasługi Wojskowej                                |
|         | Order Jeźdźca z Madary                                 |
|         | Order za Waleczność/Odwagę                             |
|         | Medal Zasługi                                          |
|         | Odznaka „Za wierną służbę pod sztandarami” 1994        |
|         | Medal 60-lecia Zwycięstwa w II Wojnie Światowej 2005   |
|         | Odznaka Honorowa "Święty Jerzy" I Stopnia dla Oficerów |

## Ludowa Republika Bułgarii(1946–1990)
| Baretka | Nazwa                                               |
| ------- | --------------------------------------------------- |
|         | Order Stara Płanina                                 |
|         | Order Georgi Dimitrowa                              |
|         | Order Ludowej Republiki Bułgarii                    |
|         | Order 9 września 1944 I Klasy                       |
|         | Order 9 września 1944 II Klasy                      |
|         | Order 9 września 1944 III Klasy                     |
|         | Order Wyzwolenia Ludu I Klasy                       |
|         | Order Wyzwolenia Ludu II Klasy                      |
|         | Order Czerwonego Sztandaru                          |
|         | Order Czerwonego Sztandaru Pracy                    |
|         | Order Cyryla i Metodego                             |
|         | Order Narodowy Pracy                                |
|         | Order za Odwagę/Waleczność                          |
|         | Order za Zasługi i Waleczność Wojskową              |
|         | Order za Zasługi i Waleczność Cywilną               |
|         | Order Sławy Pracy                                   |
|         | Order 13. Wieków Bułgarii                           |
|         | Medal Zasługi Wojskowej                             |
|         | Medal Braterstwa Broni                              |
|         | Medal za Wyróżniającą Pracę                         |
|         | Medal „Za udział w walce antyfaszystowskiej”        |
|         | Medal za Długoletnią Służbę 10 lat                  |
|         | Medal za Długoletnią Służbę 15 lat                  |
|         | Medal za Długoletnią Służbę 20 lat                  |
|         | Medal 20-lecia Ministerstwa Spraw Wewnętrznych      |
|         | Medal 20-lecia Ludowego Wojska Bułgarskiego         |
|         | Medal 25-lecia Ministerstwa Spraw Wewnętrznych      |
|         | Medal 25-lecia Ludowego Wojska Bułgarskiego         |
|         | Medal 25-lecia Obrony Cywilnej                      |
|         | Medal 25-lecia Rządów Ludowych                      |
|         | Medal 30-lecia Wojsk Inżynieryjnych                 |
|         | Medal 30-lecia Ludowego Wojska Bułgarskiego         |
|         | Medal 30-lecia Ministerstwa Spraw Wewnętrznych      |
|         | Medal 30-lecia Zwycięstwa nad Faszyzmem             |
|         | Medal 40-lecia Zwycięstwa nad Faszyzmem             |
|         | Medal 40-lecia Socjalistycznej Bułgarii             |
|         | Medal 50-lecia Powstania Antyfaszystowskiego 1923   |
|         | Medal 100-lecia Bułgarskiego Czerwonego Krzyża 1977 |
|         | Medal 100-lecia Sofii 1979                          |
|         | Medal 100-lecia Wyzwolenia od Osmanów 1878-1978     |
|         | Medal 100-lecia Bułgarskiej Opieki Zdrowotnej 1979  |
|         | Medal 100-lecia Bułgarskiego Celnictwa 1979         |
|         | Medal 100-lecia Bułgarskiej Komunikacji 1978        |
|         | Medal 100-lecia Powstania Kwietniowego 1976         |
|         | Medal 100-lecia od Urodzin Georgi Dimitrowa 1982    |
|         | Medal 1300-lecia Bułgarii 1981                      |

## Księstwo Bułgarii/Królestwo Bułgarii(1879/1908-1946)
| Baretka | Nazwa                                                                                           |
| ------- | ----------------------------------------------------------------------------------------------- |
|         | Order Świętego Aleksandra                                                                       |
|         | Order Świętych Cyryla i Metodego                                                                |
|         | Order Zasługi Cywilnej                                                                          |
|         | Order Zasługi Wojskowej                                                                         |
|         | Order za Waleczność/Odwagę                                                                      |
|         | Krzyż Niepodległości 1909                                                                       |
|         | Krzyż Długoletniej Służby 1889                                                                  |
|         | Medal Pamiątkowy Wojny Bułgarsko-Serbskiej 1885                                                 |
|         | Medal 25-lecia Powstania Kwietniowego 1901                                                      |
|         | Medal za Udział w Wojnie Bałkańskiej 1912-1913 dla wojskowych                                   |
|         | Medal Pamiątkowy Wojny Bałkańskiej 1912-1913 dla cywilów                                        |
|         | Medal Pamiątkowy Wojny Bałkańskiej 1912-1913 dla poległych                                      |
|         | Medal Pamiątkowy Wojny Europejskiej 1915-1918 dla wojskowych                                    |
|         | Medal Pamiątkowy Wojny Europejskiej 1915-1918 dla cywilów                                       |
|         | Medal Pamiątkowy Wojny Europejskiej 1915-1918 dla poległych                                     |
|         | Medal za Ratowanie Ginących 1908                                                                |
|         | Medal Pamiątkowy Wyzwolenia 1877–1878                                                           |
|         | Krzyż Pamiątkowy Proklamacji Księcia Ferdynanda Sachsen-Koburg i Gotha na Księcia Bułgarii 1887 |
|         | Medal Pamiątkowy Zaślubin Ferdynanda I z Marią Ludwiką Burbon-Parma 1893                        |
|         | Medal Bułgarskiego Czerwonego Krzyża 1918                                                       |